# Senpai ga Uzai Kōhai no Hanashi
Senpai ga Uzai Kōhai no Hanashi (先輩がうざい後輩の話 lit. La historia de una joven que es molestada por su superior?), en inglés My Senpai Is Annoying, es una serie de manga de comedia romántica japonesa escrita e ilustrada por Shiro Manta. Se ha serializado en línea a través de la revista de manga digital Comic POOL de Ichijinsha desde el 28 de marzo de 2018. Finalizó en julio de 2024, con un total de 12 volúmenes. 
Una adaptación a anime de televisión producido por Doga Kobo se emitió del 10 de octubre al 26 de diciembre de 2021.

## Argumento
La obra narra las vivencias de un grupo de trabajo de oficina, en especial de Futaba Igarashi, una empleada novata de apariencia infantil pero seria y dedicada, y su superior Harumi Takeda, que a pesar de su apariencia imponente, es un compañero servicial.

## Personajes
Futaba Igarashi (五十嵐 双葉 Igarashi Futaba?)
 Seiyū: Haruka Shiraishi (previa de manga), Tomori Kusunoki (anime)
Protagonista femenina. Igarashi es una joven menuda de cabello y ojos verdes. Debido a su altura, a menudo la confunden con una niña. Su senpai de oficina, Harumi Takeda, la molesta constantemente, ya que es grande, ruidoso y escandaloso. A pesar de esto, Igarashi siente algo romántico por Takeda, algo que le cuesta controlar a pesar de ser obvio para todos. Al final de la historia, se casa con Harumi y da a luz a dos hijos. Después de casarse, cambia su nombre a Takeda Futaba.
Harumi Takeda (武田 晴海 Takeda Harumi?)
 Seiyū: Takaya Kuroda (previa de manga), Shunsuke Takeuchi (anime)
Es un empleado de oficina que a menudo ayuda a sus compañeros de trabajo y especialmente a su kouhai Igarashi. Tras su apariencia imponente e intimidante, se muestra un hombre gentil, altruista y trabajador. También logra desarrollar afecto por Igarashi, pero al no tener experiencia en este tema por centrarse en el trabajo, no sabe como tratarla. En el final del manga, se casa con Futaba y tiene dos hijos.
Tōko Sakurai (桜井 桃子 Sakurai Tōko?)
 Seiyū: Atsumi Tanezaki (previa de manga), Saori Hayami (anime)
Ella es una senpai de Futaba Igarashi que es muy popular entre los empleados masculinos debido a su enorme busto, de actitud dulce y festiva. A ella le gusta Sota y se burla de él cuando se pone nervioso al hacer bromas e indirectas, sin embargo se pone celosa cuando Sota interactúa con otra mujer. Además cuida de su hermano menor Yuto. Después de muchos giros y vueltas, Touko y Souta se enamoran y comienzan a salir. En el episodio final del manga, Touko se casa con Souta y se convierten en pareja.
Sōta Kazama (風間 蒼太 Kazama Sōta?)
 Seiyū: Taku Yashiro (previa de manga), Reiō Tsuchida (anime)
Es un senpai en la empresa de Igarashi que aparenta ser aburrido e inexpresivo, pero hace su trabajo a la perfección. Aunque es eternamente estoico, también es algo así como un hikikomori con afición por los videojuegos y las mujeres. Un chiste recurrente lo muestra grabando con indiferencia los sucesos de la oficina, especialmente los momentos embarazosos para Igarashi, lo que lo convierte en el blanco principal de su ira. Está enamorado secretamente de Tōko, por lo que se pone nervioso ante ella. Después de muchos giros y vueltas, Souta y Touko se enamoran y comienzan a salir. En el episodio final del manga, Souta se casa con Touko y se convierten en pareja.
Natsumi Kurobe (黒部 夏美 Kurobe Natsumi?)
 Seiyū: Saori Ōnishi (previa de manga), Reina Aoyama (anime)
Es amiga de la infancia de Igarashi desde la escuela secundaria y realmente se preocupa por sus amigos, pero le gustan las bromas pesadas. Al enterarse de que su amiga le gusta Takeda, decide ayudarla en el proceso para que Takeda la note románticamente. Tiene una relación muy especial con el hermano menor de Tōko, Yūto. Se revela después que Kurobe estuvo enamorada de Futaba en algún momento, e incluso planeó confesarle sus sentimientos a Futaba si ganaba la competencia de atletismo en su tercer año, pero terminó en segundo lugar. Después de eso, promete hacer feliz a Futaba como amiga (este incidente la impulsó a cortarse el pelo largo y dejarlo corto). Al final del manga, luego de asistir al matrimonio de Touko y Souta, Natsumi se va de Japón para viajar alrededor del mundo. Años después, regresa a Japón siendo recibida por un Yuuto más alto y adulto.
Yūto Sakurai (桜井 優人 Sakurai Yūto?)
 Seiyū: Yui Horie
Es el hermano menor de Tōko Sakurai, quien usó su inscripción en la escuela secundaria como una oportunidad para mudarse a la ciudad de su hermana, ya que es tímido y tiende a perderse con facilidad y, a menudo, comienza a llorar por pequeñas cosas. Tiene una relación particularmente especial con Natsumi y está enamorado de ella. En el final de la historia, Yuuto se declara a Natsumi luego de que ella le dice que se irá de Japón y le dice que no puede ignorar sus sentimientos, a lo que ella le responde, afligida, que debería buscar a alguien más. Años después, un Yuuto más alto y adulto recibe a Natsumi cuando esta regresa a Japón.
Mona Tsukishiro (月城 モナ Tsukishiro Mona?)
 Seiyū: Aoi Koga
Compañera de trabajo y amiga de Futaba y Toko. Tiene mucho interés por la cultura rusa y suele intervenir inesperadamente en ciertas situaciones. También pasa mucho tiempo junto a Oishi
Ojii-chan (おじいちゃん?)
 Seiyū: Akio Ōtsuka
El abuelo de Futaba. Ama profundamente a su nieta hasta el punto de que cuando sospecha que hay un hombre en su vida, se apresura a comprobar las cosas, aunque Igarashi lo encuentra molesto. Por este asunto, tiene una rivalidad bastante cómica con Takeda, ya que ambos son de contexturas físicas similares.
Jefe de departamento (部長 Buchō?)
 Seiyū: Yutaka Aoyama
Es el jefe de departamento de Itomaki Trading Company y valora a sus empleados y un lugar de trabajo saludable. Actúa bastantes veces como cómplice facilitando las relaciones entre Igarashi y Takeda, y Sakurai y Kazama
Oishi (大石?)
 Seiyū: Yūta Odagaki
Es uno de los empleados de Itomaki Shoji que suele salir con sus compañeros de trabajo Hijikata y Sōta Kazama.
Hijikata (土方?)
 Seiyū: Takayuki Kondō
Es uno de los empleados de Itomaki Trading Company que suele salir con sus compañeros de trabajo Oishi y Sōta Kazama.

## Media

### Manga
Senpai ga Uzai Kōhai no Hanashi comenzó su serialización a través de la revista web Comic POOL de Ichijinsha el 28 de marzo de 2018, hasta el momento han sido publicados 9 volúmenes tankōbon.
| Volúmenes de manga publicados | Volúmenes de manga publicados | Volúmenes de manga publicados |
| Número                        | Fecha de lanzamiento          | ISBN                          |
| ----------------------------- | ----------------------------- | ----------------------------- |
| 1                             | 28 de marzo de 2018           | ISBN 9784758009812            |
| 2                             | 10 de septiembre de 2018      | ISBN 9784758009973            |
| 3                             | 25 de febrero de 2019         | ISBN 9784758020268            |
| 4                             | 25 de septiembre de 2019      | ISBN 9784758020510            |
| 5                             | 2 de julio de 2020            | ISBN 9784758020930            |
| 6                             | 25 de noviembre de 2020       | ISBN 97847580217530           |
| 7                             | 28 de abril de 2021           | ISBN 9784758022309            |
| 8                             | 28 de septiembre de 2021      | ISBN 9784758022927            |
| 9                             | 25 de mayo de 2022            | ISBN 9784758023856            |

### Anime
El 1 de julio de 2020, se anunció una adaptación de la serie a anime producida por Doga Kobo. La serie está dirigida por Ryōta Itō, con Yoshimi Narita supervisando los guiones de la serie, Shigemitsu Abe diseñando los personajes y Hiroaki Tsutsumi componiendo la música de la serie. Se emitió del 10 de octubre al 26 de diciembre de 2021 en Tokyo MX, BS11, GYT, HTB, Animax y TUF. Tomori Kusunoki, Saori Hayami, Reina Aoyama y Aoi Koga interpretan el tema de apertura «Annoying! San-san Week!» (アノーイング！さんさんウィーク！?), mientras Yui Horie interpretó el tema final «Niji ga Kakaru Made no Hanashi» (虹が架かるまでの話 lit. La historia a través del arco iris?). Funimation obtuvo la licencia de la serie fuera de Asia. Muse Communication ha obtenido la licencia de esta serie en el sur y el sudeste de Asia.